# TFF 1. Lig
A TFF 1. Lig corresponde atualmente à divisão de acesso para a Süper Lig. Foi fundada em 2001 como Segunda Liga Turca – Categoria A, substituindo a então existente 2. Lig, que funcionou como a Segunda Divisão Turca desde o início da competição na temporada 1963–64 até a temporada 2000–01, data da última grande reformulação no sistema de ligas de futebol promovida pela Federação Turca de Futebol. Trata-se da antepenúltima divisão profissional de clubes na Turquia.

## Direitos de nome
Durante a temporada 2006–07, os direitos de nome do campeonato foram negociados com a operadora de telefonia celular Türk Telekom, passando a ser denominado Türk Telekom Lig A, porém já na temporada seguinte, o contrato não foi renovado e a competição teve seu nome alterado para a denominação atual TFF 1. Lig após determinação da Federação Turca de Futebol.
Em 2008, foi assinado um novo contrato válido por 4 temporadas com o Bank Asya, passando o campeonato a ser denominado Bank Asya 1. Lig a partir da temporada 2008–09.
Em 2012, um terceiro contrato também válido por 4 temporadas foi assinado com a PTT, passando o campeonato a ser denominado PTT 1. Lig a partir da temporada 2012–13. 
Em 2016, foi firmado o atual contrato com a Spor Toto, nome informal pelo qual é conhecido o Ministério dos Esportes da Turquia, passando o campeonato a ser denominado Spor Toto TFF 1. Lig a partir da temporada 2016–17.

## Sistema de disputa

### Pontos corridos
O campeonato é disputado por 18 equipes que jogam ao total 34 rodadas divididas em turno e returno  Até a temporada 2005–06, o sistema de disputa se baseava unicamente na temporada por pontos corridos, composta por 34 rodadas divididas em turno e returno, onde as 3 melhores equipes do campeonato conquistavam o acesso à Süper Lig, enquanto as 3 equipes piores colocadas eram rebaixadas para a TFF 2. Lig. No que se refere ao descenso, a mesma regra ainda é valida atualmente. 

### Sistema misto
A partir da temporada 2006–07, no entanto, introduziu-se um sistema misto de disputa semelhante àquele praticado pela inglesa EFL Championship: terminada a temporada regular com cada equipe disputando 34 rodadas divididas em turno e returno, o campeão e o vice-campeão conquistam vaga direta para a Süper Lig da temporada seguinte, enquanto as equipes que terminam na 3ª, 4ª, 5ª e 6ª colocações disputam os playoffs para decidir qual delas conquista a 3ª vaga de acesso à Süper Lig. Os cruzamentos necessariamente envolvem jogos de ida e volta entre 3º e 6º colocados e entre 4º e 5º colocados. Os vencedores dos confrontos se enfrentam na fase seguinte para decidir em partida única o campeão dos playoffs e o 3º classificado para disputar na temporada seguinte a divisão principal do futebol turco.

## Critérios de desempate
Em caso de empate entre duas ou mais equipes na classificação geral, estes são os critérios de desempate considerados na ordem:
1. Pontos marcados;
2. Pontos marcados no(s) confronto(s) direto(s);
3. Saldo de gols no(s) confronto(s) direto(s);
4. Gols marcados no(s) confronto(s) direto(s);
5. Saldo de gols;
6. Gols marcados;
7. Sorteio.

## Tabela de acessos

### 2. Lig

#### Pontos corridos
| Temporada | Campeão       |
| 1963–64   | Şekerspor (1) |
| 1964–65   | Vefa (1)      |

#### Sistema misto
| Temporada | Campeão           | Vice–Campeão    | Vencedor dos Playoffs       |
| 1965–66   | Eskişehirspor (1) | Altınordu       | Inexistente por regulamento |
| 1966–67   | Mersin İ.Y. (1)   | Bursaspor       | Inexistente por regulamento |
| 1967–68   | İzmirspor (1)     | İstanbulspor    | Inexistente por regulamento |
| 1968–69   | Ankaragücü (1)    | Samsunspor      | Inexistente por regulamento |
| 1969–70   | Boluspor (1)      | Karşıyaka       | Inexistente por regulamento |
| 1970–71   | Adanaspor (1)     | Giresunspor     | Inexistente por regulamento |
| 1971–72   | Şekerspor (2)     | PTT             | Inexistente por regulamento |
| 1972–73   | Kayserispor (1)   | Adana Demirspor | Inexistente por regulamento |
| 1973–74   | Zonguldakspor (1) | Trabzonspor     | Inexistente por regulamento |
| 1974–75   | Orduspor (1)      | Balıkesirspor   | Inexistente por regulamento |
| 1975–76   | Samsunspor (1)    | Mersin İ.Y.     | Inexistente por regulamento |
| 1976–77   | Ankaragücü (2)    | Diyarbakırspor  | Inexistente por regulamento |
| 1977–78   | Kırıkkalespor (1) | Göztepe         | Inexistente por regulamento |
| 1978–79   | Gaziantepspor (1) | Rizespor        | Kayserispor                 |

| Temporada | Campeão do Grupo A  | Campeão do Grupo B    | Campeão do Grupo C  | Campeão do Grupo D          |
| 1979–80   | Mersin İ.Y. (2)     | Kocaelispor (1)       | Boluspor (1)        | Inexistente por regulamento |
| 1980–81   | Göztepe (1)         | Sakaryaspor (1)       | Diyarbakırspor (1)  | Ankaragücü (3)              |
| 1981–82   | Sarıyer (1)         | Antalyaspor (1)       | Mersin İ.Y. (3)     | Samsunspor (2)              |
| 1982–83   | Karagümrük (1)      | Denizlispor (1)       | Gençlerbirliği (1)  | Orduspor (2)                |
| 1983–84   | Eskişehirspor (2)   | Altayspor (1)         | Malatyaspor (1)     | Inexistente por regulamento |
| 1984–85   | Rizespor (1)        | Kayserispor (3)       | Samsunspor (3)      | Inexistente por regulamento |
| 1985–86   | Diyarbakırspor (2)  | Boluspor (2)          | Antalyaspor (2)     | Inexistente por regulamento |
| 1986–87   | Adana Demirspor (1) | Karşıyaka (1)         | Sakaryaspor (2)     | Inexistente por regulamento |
| 1987–88   | Adanaspor (2)       | Kahramanmaraşspor (1) | Konyaspor (1)       | Inexistente por regulamento |
| 1988–89   | Gençlerbirliği (2)  | Bursaspor (1)         | Zeytinburnuspor (1) | Inexistente por regulamento |
| 1989–90   | Bakırköyspor (1)    | Aydınspor 1923 (1)    | Gaziantepspor (2)   | Inexistente por regulamento |
| 1990–91   | Samsunspor (4)      | Altayspor (2)         | Adana Demirspor (2) | Inexistente por regulamento |
| 1991–92   | Kocaelispor (2)     | Karşıyaka (2)         | Kayserispor (4)     | Inexistente por regulamento |

#### Retorno aos pontos corridos
| Temporada | Campeão          | Vice–Campeão    | 3º colocado     | Vencedores dos Playoffs     |
| 1992–93   | Samsunspor (5)   | Zeytinburnuspor | Karabükspor     | Inexistente por regulamento |
| 1993–94   | Petrol Ofisi (1) | Denizlispor     | Vanspor         | Adana Demirspor Antalyaspor |
| 1994–95   | Karşıyaka (3)    | İstanbulspor    | Eskişehirspor   | Inexistente por regulamento |
| 1995–96   | Dardanelspor (1) | Sarıyer         | Zeytinburnuspor | Inexistente por regulamento |
| 1996–97   | Karabükspor (1)  | Kayserispor     | Şekerspor       | Inexistente por regulamento |
| 1997–98   | Erzurumspor (1)  | Adanaspor       | Sakaryaspor     | Inexistente por regulamento |
| 1998–99   | Vanspor (1)      | Denizlispor     | Göztepe         | Inexistente por regulamento |
| 1999–00   | Yozgatspor (1)   | Siirtspor       | Rizespor        | Inexistente por regulamento |
| 2000–01   | Göztepe (2)      | Diyarbakırspor  | Malatyaspor     | Inexistente por regulamento |

### TFF 1. Lig

#### Pontos corridos
| Temporada | Campeão         | Vice–Campeão | 3º colocado |
| 2001–02   | Altayspor (3)   | Elazığspor   | Adanaspor   |
| 2002–03   | Konyaspor (2)   | Rizespor     | Sebatspor   |
| 2003–04   | Sakaryaspor (3) | Kayserispor  | Ankaraspor  |
| 2004–05   | Sivasspor (1)   | Manisaspor   | Erciyesspor |
| 2005–06   | Bursaspor (2)   | Antalyaspor  | Sakaryaspor |

#### Sistema misto
| Temporada | Campeão             | Vice–Campeão     | Vencedor dos Playoffs |
| 2006–07   | Hacettepe (1)       | İstanbul B.B.    | Kasımpaşa             |
| 2007–08   | Kocaelispor (3)     | Antalyaspor      | Eskişehirspor         |
| 2008–09   | Manisaspor (1)      | Diyarbekirspor   | Kasımpaşa             |
| 2009–10   | Karabükspor (2)     | Bucaspor         | Konyaspor             |
| 2010–11   | Mersin İ.Y. (3)     | Samsunspor       | Orduspor              |
| 2011–12   | Akhisarspor (1)     | Elazığspor       | Kasımpaşa             |
| 2012–13   | Erciyesspor (1)     | Rizespor         | Konyaspor             |
| 2013–14   | İstanbul B.B. (1)   | Balıkesirspor    | Mersin İ.Y.           |
| 2014–15   | Kayserispor (5)     | Osmanlıspor      | Antalyaspor           |
| 2015–16   | Adanaspor (3)       | Karabükspor      | Alanyaspor            |
| 2016–17   | Sivasspor (2)       | Yeni Malatyaspor | Göztepe               |
| 2017–18   | Rizespor (2)        | Ankaragücü       | Erzurumspor           |
| 2018–19   | Denizlispor (2)     | Gençlerbirliği   | Gaziantep B.B.        |
| 2019–20   | Hatayspor (1)       | Erzurumspor      | Karagümrük            |
| 2020–21   | Adana Demirspor (3) | Giresunspor      | Altayspor             |
| 2021–22   | Ankaragücü (4)      | Ümraniyespor     | Istanbulspor          |

## Tabela de descensos

### 2. Lig

#### Pontos corridos
| Temporada | 13º colocado    |
| 1963–64   | İzmir Demirspor |
| 1964–65   | Sem rebaixados  |

#### Sistema misto
| Temporada | Rebaixado(s) do Grupo Vermelho     | Rebaixado(s) do Grupo Branco            |
| 1965–66   | Ülküspor                           | Yeşildirek                              |
| 1966–67   | Beyoğluspor                        | Davutpaşa                               |
| 1967–68   | Petrol Ofisi Altındağspor Uşakspor | Kasımpaşa Malatyaspor Taksim            |
| 1968–69   | Sarıyer Edirnespor Karagümrük      | Konyaspor Beylerbeyi Kastamonuspor 1966 |
| 1969–70   | Düzcespor                          | Ülküspor                                |
| 1970–71   | Beykoz 1908 Hacettepe              | Nazilli Belediyespor Galata             |
| 1971–72   | İzmirspor Güneşspor                | Toprak Ofisi Tarsus İ.Y.                |
| 1972–73   | Karabükspor Afyonspor              | Feriköy Karşıyaka                       |
| 1973–74   | Bandırmaspor PTT                   | Erzurumspor Lüleburgazspor              |
| 1974–75   | İstanbulspor                       | Uşakspor                                |
| 1975–76   | Hatayspor                          | Kütahyaspor                             |
| 1976–77   | Malatyaspor                        | Çorumspor                               |
| 1977–78   | Giresunspor Manisaspor             | İskenderunspor Altınordu                |
| 1978–79   | Gençlerbirliği Konyaspor           | Beykoz 1908                             |

| Temporada | Rebaixado(s) do Grupo A                        | Rebaixado(s) do Grupo B                               | Rebaixado(s) do Grupo C                                                | Rebaixado(s) do Grupo D                                |
| 1979–80   | Sem rebaixados                                 | Sem rebaixados                                        | Sem rebaixados                                                         | Inexistente por regulamento                            |
| 1980–81   | Sem rebaixados                                 | Sem rebaixados                                        | Sem rebaixados                                                         | Sem rebaixados                                         |
| 1981–82   | Kırıkkalespor                                  | Ödemişspor                                            | Elazığspor                                                             | Çorumspor                                              |
| 1982–83   | Beylerbeyi Davutpaşa Yedikule Feriköy Eyüpspor | Uşakspor Yeşilova Dardanelspor Manisaspor Tirespor    | Karabükspor Ereğlispor Ankara Demirspor Amasyaspor Eskişehir Demirspor | Hatayspor Tarsus İ.Y. Sivasspor Tokatspor Erzincanspor |
| 1983–84   | Beykoz 1908 İstanbulspor                       | Ispartaspor Aydınspor 1923                            | Kırşehirspor Ceyhanspor                                                | Inexistente por regulamento                            |
| 1984–85   | Elazığspor Şanlıurfa                           | Kütahyaspor Sitespor                                  | Küçükçekmece Alibeyköy                                                 | Inexistente por regulamento                            |
| 1985–86   | Hopaspor Sivasspor Mardinspor Giresunspor      | Balıkesirspor Manisaspor Burdurspor Alüminyumspor     | Galata Tekirdağspor Lüleburgazspor Gölcükgücü                          | Inexistente por regulamento                            |
| 1986–87   | Erzincanspor Osmaniyespor Elazığspor           | Sökespor Kırşehirspor Düzcespor Bandırmaspor          | Anadolu Üsküdar Vefa Dardanelspor Silivrispor                          | Inexistente por regulamento                            |
| 1987–88   | Kırıkkalespor Niğdespor Bayburtspor            | Tarsus İ.Y. Uşakspor Ünyespor                         | İzmirspor Karagümrük Kırklarelispor                                    | Inexistente por regulamento                            |
| 1988–89   | Mardinspor Bitlisspor Kayserispor              | Zonguldakspor Sönmez Filament Afyonspor Trabzonspor B | Babaeskispor Çorluspor 1947 Düzcespor Uzunköprüspor                    | Inexistente por regulamento                            |
| 1989–90   | Bartınspor Çarşambaspor Bulancakspor           | Edirnespor Menemenspor Ispartaspor                    | İskenderunspor Şanlıurfa Erzincanspor                                  | Inexistente por regulamento                            |
| 1990–91   | Giresunspor Beykoz 1908 Sebatspor              | Kütahyaspor Kuşadasıspor Afyonspor                    | Nevşehirspor Niğdespor Polatlıspor                                     | Inexistente por regulamento                            |
| 1991–92   | Eskişehirspor Karagümrük Kasımpaşa             | Bozüyükspor Altınordu Gönenspor                       | Hatayspor Elazığspor Şekerspor                                         | Inexistente por regulamento                            |

### TFF 1. Lig
| Temporada | 16º colocado                                 | 17º colocado                                 | 18º colocado                                 | 19º colocado                |
| 2001–02   | Siirtspor                                    | Petrolspor                                   | Aydınspor                                    | Inexistente por regulamento |
| 2002–03   | Erzurumspor                                  | Gümüşhanespor                                | Turanspor                                    | Inexistente por regulamento |
| 2003–04   | Adana Demirspor                              | Göztepe                                      | İzmirspor                                    | Inexistente por regulamento |
| 2004–05   | Sarıyerspor                                  | Adanaspor                                    | Karagümrük                                   | Inexistente por regulamento |
| 2005–06   | Mersin İ.Y.                                  | Yozgatspor                                   | Dardanelspor                                 | Inexistente por regulamento |
| 2006–07   | Telekomspor                                  | Sebatspor                                    | Uşakspor                                     | Inexistente por regulamento |
| 2007–08   | Elazığspor                                   | İstanbulspor                                 | Mardinspor                                   | Inexistente por regulamento |
| 2008–09   | Sakaryaspor                                  | Güngörenspor                                 | Malatyaspor                                  | Inexistente por regulamento |
| 2009–10   | Hacettepe                                    | Dardanelspor                                 | Kocaelispor                                  | Inexistente por regulamento |
| 2010–11   | Altayspor                                    | Diyarbakırspor                               | Ankaraspor                                   | Inexistente por regulamento |
| 2011–12   | Giresunspor                                  | Sakaryaspor                                  | Güngörenspor                                 | Inexistente por regulamento |
| 2012–13   | Göztepe                                      | Kartalspor                                   | Ankaragücü                                   | Inexistente por regulamento |
| 2013–14   | 1461 Trabzon                                 | Linyitspor                                   | Kahramanmaraşspor                            | Inexistente por regulamento |
| 2014–15   | Manisaspor                                   | Bucaspor                                     | Orduspor                                     | Inexistente por regulamento |
| 2015–16   | 1461 Trabzon                                 | Erciyesspor                                  | Karşıyaka                                    | Inexistente por regulamento |
| 2016–17   | Şanlıurfaspor                                | Bandırmaspor                                 | Mersin İ.Y.                                  | Inexistente por regulamento |
| 2017–18   | Samsunspor                                   | Manisaspor                                   | Gaziantepspor                                | Inexistente por regulamento |
| 2018–19   | Afyonspor                                    | Elazığspor                                   | Karabükspor                                  | Inexistente por regulamento |
| 2019–20   | sem rebaixados devido à pandemia de COVID-19 | sem rebaixados devido à pandemia de COVID-19 | sem rebaixados devido à pandemia de COVID-19 | Inexistente por regulamento |
| 2020–21   | Akhisarspor                                  | Ankaraspor                                   | Eskişehirspor                                | Inexistente por regulamento |
| 2021–22   | Bursaspor                                    | Kocaelispor                                  | Menemenspor                                  | Balıkesirspor               |